# Великий Східний Ерг
Великий Східний Ерг (араб. لعرق الشرقي الكبير) — найбільший ерг (піщане море Сахари) в Північному Алжирі. Північно-східна частина розповсюджується на територію Тунісу.
Займає територію площею 190 000 км², з них 35 000 км² на території Тунісу.
Відділений від удвічі меншого Великого Західного Ергу кам'янистим плоскогір'ям.

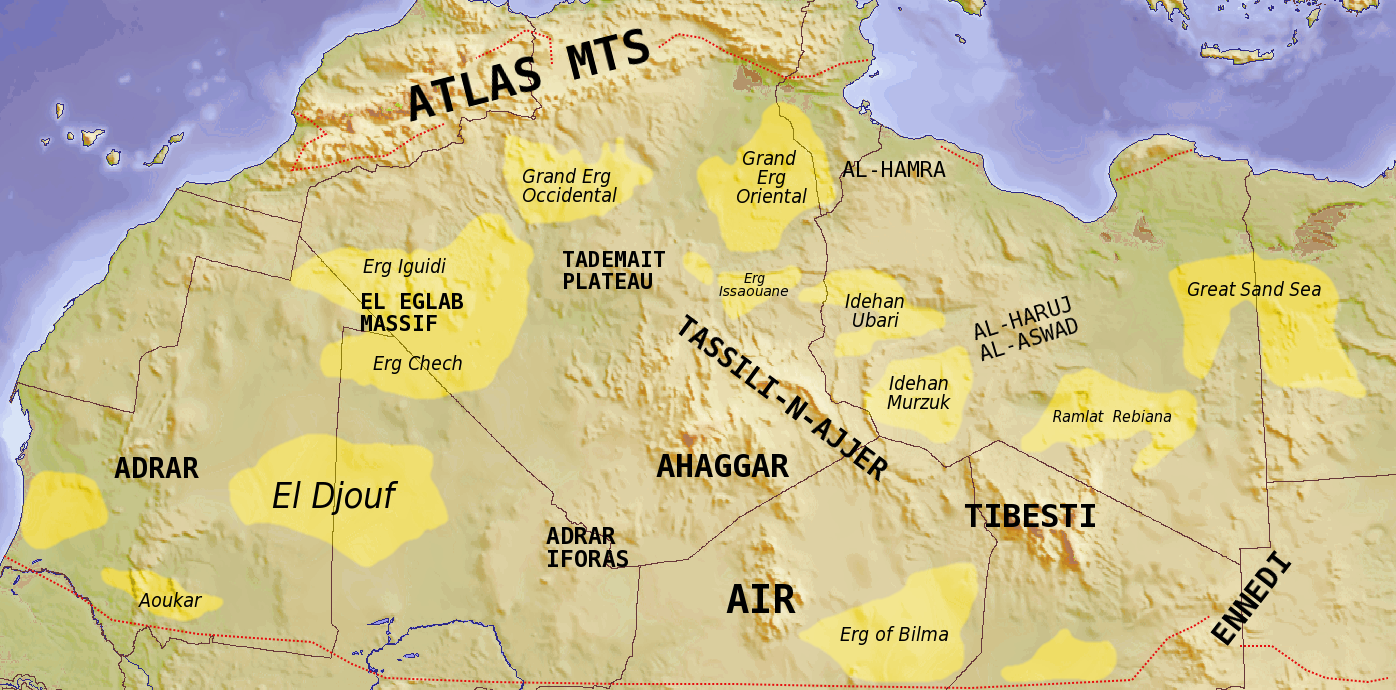
Топографічна карта Сахари